# Condensação

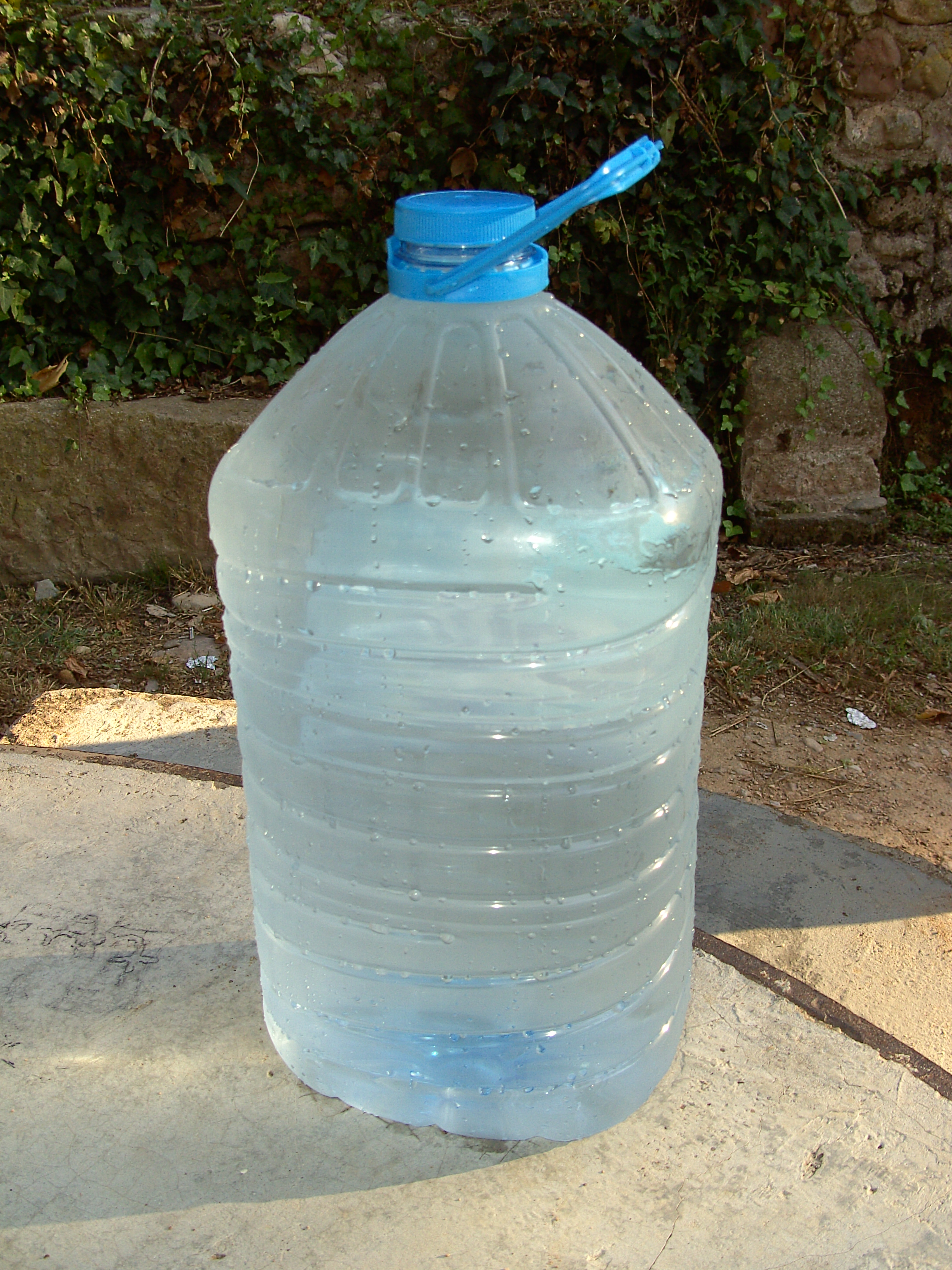
Condensação da umidade na superfície de uma garrafa contendo água gelada.

Condensação é a mudança do estado da matéria da fase gasosa para a fase líquida, e é o inverso da vaporização. A palavra na maioria das vezes refere-se ao ciclo da água. Também pode ser definido como a mudança no estado do vapor de água para água líquida quando em contato com uma superfície líquida ou sólida ou núcleos de condensação de nuvens dentro da atmosfera. Quando a transição acontece da fase gasosa para a fase sólida diretamente, a mudança é chamada de deposição.

## Iniciação
A condensação é iniciada pela formação de aglomerados atômicos/moleculares dessa espécie dentro de seu volume gasoso – como gota de chuva ou formação de flocos de neve dentro de nuvens – ou no contato entre essa fase gasosa e uma superfície líquida ou sólida. Nas nuvens, isso pode ser catalisado por proteínas nucleadoras de água, produzidas por micróbios atmosféricos, que são capazes de se ligar a moléculas de água gasosa ou líquida.

## Cenários de reversibilidade
Alguns cenários distintos de reversibilidade emergem aqui em relação à natureza da superfície:
- absorção na superfície de um líquido (da mesma substância ou de um de seus solventes) – é reversível como evaporação.
- adsorção (como gotículas de orvalho) na superfície sólida a pressões e temperaturas superiores ao ponto triplo da espécie – também reversível como evaporação.
- A adsorção na superfície sólida (como camadas suplementares de sólido) a pressões e temperaturas inferiores ao ponto triplo da espécie é reversível como sublimação.

## Cenários mais comuns
A condensação geralmente ocorre quando um vapor é resfriado e/ou comprimido até seu limite de saturação quando a densidade molecular na fase gasosa atinge seu limite máximo. O equipamento de resfriamento e compressão de vapor que coleta líquidos condensados é chamado de "condensador".

## Medição
A psicrometria mede as taxas de condensação através da evaporação na umidade do ar em várias pressões e temperaturas atmosféricas. A água é o produto de sua condensação de vapor – a condensação é o processo dessa conversão de fase.

## Aplicações da condensação
A condensação é um componente crucial da destilação, uma importante aplicação de química laboratorial e industrial.
Como a condensação é um fenômeno natural, muitas vezes pode ser usada para gerar água em grandes quantidades para uso humano. Muitas estruturas são feitas exclusivamente com a finalidade de coletar água da condensação, como poços de ar e cercas de neblina. Esses sistemas muitas vezes podem ser usados para reter a umidade do solo em áreas onde a desertificação ativa está ocorrendo – tanto que algumas organizações educam as pessoas que vivem em áreas afetadas sobre condensadores de água para ajudá-las a lidar efetivamente com a situação.
É também um processo crucial na formação de trilhas de partículas em uma câmara de nuvens. Neste caso, os íons produzidos por uma partícula incidente atuam como centros de nucleação para a condensação do vapor produzindo os rastros de "nuvens" visíveis.
As aplicações comerciais da condensação, tanto pelos consumidores como pela indústria, incluem a geração de energia, a dessalinização da água, a gestão térmica, a refrigeração e o ar condicionado.

## Adaptação biológica
Numerosos seres vivos utilizam água tornada acessível por condensação. Alguns exemplos disso são o diabo espinhoso australiano, os besouros escuros da costa da Namíbia e as sequoias costeiras da costa oeste dos Estados Unidos.

## Condensação na construção civil

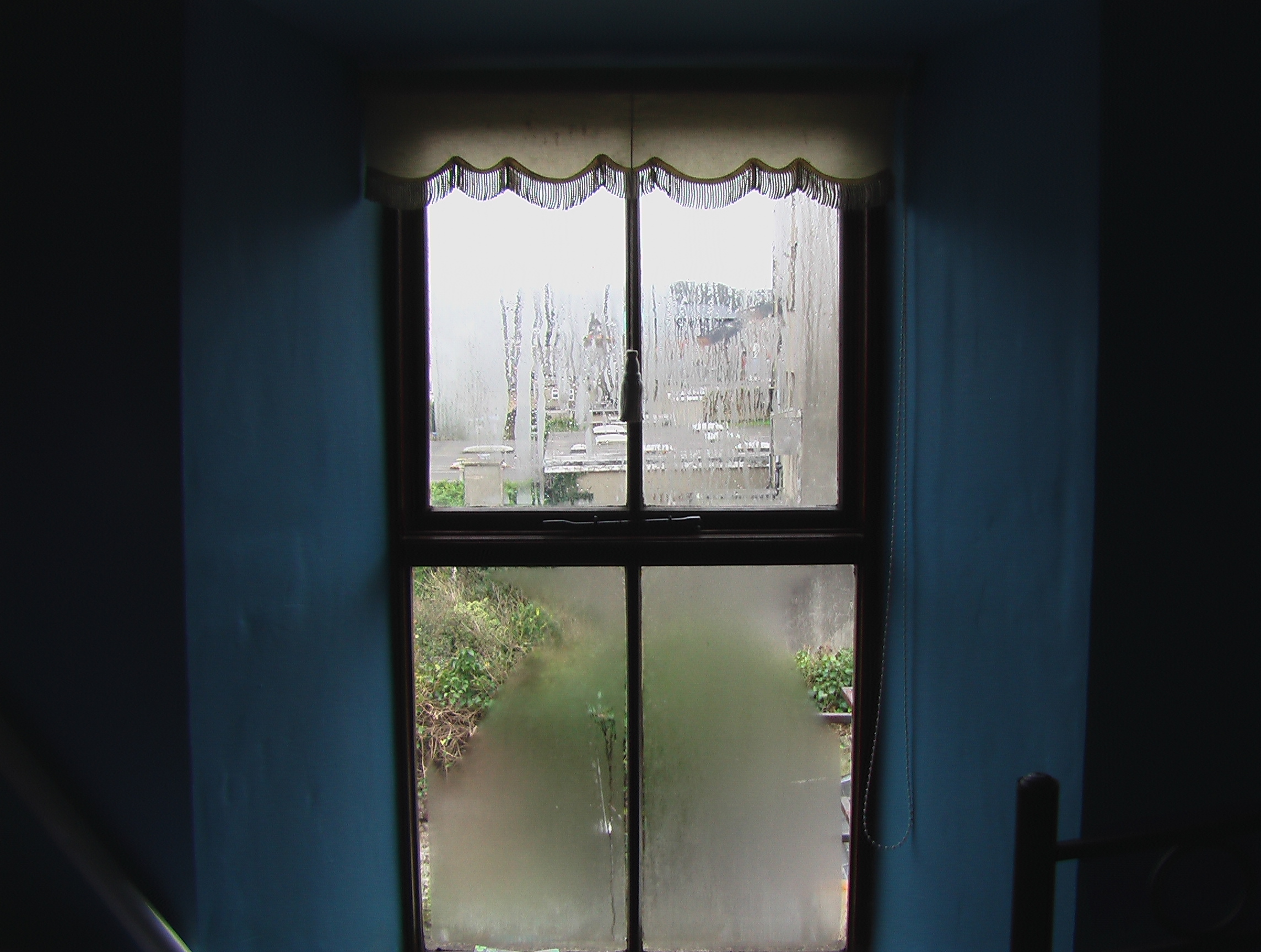
Condensação em uma janela durante uma chuva

A condensação na construção civil é um fenômeno indesejado, pois pode causar umidade, problemas de saúde do mofo, apodrecimento da madeira, corrosão, enfraquecimento das paredes de argamassa e alvenaria e penalidades energéticas devido ao aumento da transferência de calor. Para aliviar esses problemas, a umidade do ar interno precisa ser reduzida, ou a ventilação do ar no edifício precisa ser melhorada. Isso pode ser feito de várias maneiras, por exemplo, abrindo janelas, ligando exaustores, usando desumidificadores, secando roupas do lado de fora e cobrindo panelas e frigideiras durante o cozimento. Sistemas de ar condicionado ou ventilação podem ser instalados que ajudam a remover a umidade do ar e mover o ar por todo o edifício. A quantidade de vapor de água que pode ser armazenada no ar pode ser aumentada simplesmente aumentando a temperatura.  No entanto, isso pode ser uma faca de dois gumes, pois a maior parte da condensação em casa ocorre quando o ar quente e úmido entra em contato com uma superfície fria. À medida que o ar é resfriado, ele não consegue mais reter tanto vapor de água. Isso leva à deposição de água na superfície fria. Isso é muito aparente quando o aquecimento central é usado em combinação com janelas de vidro único no inverno.
A condensação interestrutural pode ser causada por pontes térmicas, isolamento insuficiente ou ausente, impermeabilização úmida ou vidros isolados.